# Alger (Ohio)
Alger is een plaats (village) in de Amerikaanse staat Ohio, en valt bestuurlijk gezien onder Hardin County.

## Demografie
Bij de volkstelling in 2000 werd het aantal inwoners vastgesteld op 888.
In 2006 is het aantal inwoners door het United States Census Bureau geschat op 884, een daling van 4 (-0,5%).

## Geografie
Volgens het United States Census Bureau beslaat de plaats een oppervlakte van
0,7 km², geheel bestaande uit land. Alger ligt op ongeveer 300 m boven zeeniveau.

## Plaatsen in de nabije omgeving
De onderstaande figuur toont nabijgelegen plaatsen in een straal van 16 km rond Alger.